# ناکس‌شاو (دهانه)
ناکس‌شاو یک دهانه برخوردی در ماه‌ است.